# Брем Стокер (гурт)
«Брем Стокер» — український ска-панк колектив з Рівного, заснований в 1996-му році Михайлом Зоріним та Олексієм Казанцевим як український панк-проєкт. З 1996 до 2008 року виконували переважно ска-панк, після 2011-го панк та ска-панк. У період з 2011 по 2018 роки група здобуває визнання. До 2018 року гурт продовжував грати класичний панк, та записали декілька жорстких панк-альбомів, а в композиціях стає ще більше вплив тодішньої політичної ситуації та стьобу.
У 2018 році Брем Стокер повністю змінює підхід до звучання — на фестивалі Західфест 2018, гурт презентує себе у вигляді Супергероїв і називає свою нову програму «Алкоголікс». Восени 2018 року виходять нові live відео гурту. Електронні барабани, клавішні, айфони, яки формують звучання гітар, це те що роблять Брем Стокер зараз. Стилістика гурту, це синтпанк.

## Історія
Назва колективу була вигадана під впливом творів ірландського письменника Брема Стокера. Вдома в Олексія була імпровізована домашня студія, де він записував на аудіокасети та бобіни рівненські андеграундні гурти та свої проєкти. Один з проєктів був з Михайлом Зоріним та Тамарою Голод. В цілому це був панк-стьоб аля «Таня Буланова» з музичним супроводом в стилі «Гражданская Оборона».
В 1996 році гурт «Шмели» шукали можливість організувати виступ. Фронтмен Казанцев домовився з Олександром Сірком (в майбутньому власник «Рок-клуб Яма»), який працював в ПТУ № 9, про виступ в актовому залі. За шість днів до концерту, було написано 9 пісень.
Перед виступом «Шмелів» Брем Стокер вперше грав на розігріві. Також було запрошено Славку Максютенка в якості ударника. Хто буде грати на гітарі чи басу — вирішували жеребкуванням між Олексієм і Михайлом. Після виступу в ПТУ № 9 гурт почав плідно працювати, шукаючи свій самобутній шлях серед шаблонних панк-гуртів.
Експерименти зі стилями гаражний рок, серф, рокабілі, ска, сайкобілі, привели гурт до участі у збірці «Перший Український Рокабільний Фронт» виданий компанією «Rostok Records» у 1998 році. З 1999 по 2003 роки гурт запрошують виступати на багатьох фестивалях та концертах.
З 2003 року — категорично відмовляється від участі у різних відкритих фестивалях, дають тільки закриті концерти та беруть участь у клубних фестивалях. За цей час було записано на студії та видано 7 альбомів, включно зі збіркою вибраних пісень та сольним альбомом Олексія Казанцева.
З появою в Брем Стокер у 2005 році барабанщика Мороза, гурт починає тур по країні, який організували самі. Також з'явились на сценах наймасштабніших фестивалів України. Але напружене музичне життя та незрозуміле майбутнє панк гурту, стало причиною того що у 2010 році, з гурту пішов один з засновників Зорін Михайло. А через рік здався і Мороз, переїхавши у Львів. Ці зміни суттєво не вплинули на розвиток гурту, в новому складі гурт продовжує з'являтися на сценах України. Пише нові пісні та на кінець 2019 року має виданих 16 альбомів гурту.
«Брем Стокер» мають свою власну студію Індюк рекордз, в якій записуються багато відомих українських рок-гуртів.

## Склад гурту

### Перший склад— (1996—1997)
- Михайло Зорін — бас-гітара, вокал
- Олексій Казанцев — вокал, гітара
- В'ячеслав Максютенко — ударні

### Другий склад— (1997—1998)
- Михайло Зорін — бас-гітара, вокал
- Олексій Казанцев — вокал, гітара
- Віктор Бородейко — ударні

### Третій склад— (1998—2000)
- Михайло Зорін — бас-гітара, вокал
- Олексій Казанцев — вокал, гітара
- Сергій Свірін — ударні

### Четвертий склад— (2000—2002)
- Михайло Зорін — бас-гітара, вокал
- Олексій Казанцев — вокал, гітара
- Геннадій Завадський — ударні
- Андрій Котов — труба (2000—2001)
- Каріна — саксофон (2000—2001)

### П'ятий склад— (2002—2005)
- Михайло Зорін — бас-гітара, вокал
- Олексій Казанцев — вокал, гітара
- Славік Варнава — ударні
- Михайло Шиняєв — гітара (2002—2003)

### Шостий склад— (2005—2010)
- Михайло Зорін — бас-гітара, вокал
- Олексій Казанцев — вокал, гітара
- Віталій Мороз — ударні

### Сьомий склад— (2010—2012)
- Руслан Ахунджанов — бас-гітара, вокал (2010—2011)
- Дмитро Гангало — бас-гітара, вокал (2011—2012)
- Олексій Казанцев — вокал, гітара
- Сергій «Кроун» Мирончук — ударні

### Восьмий склад— (2012—2018)
- Сергій «Кроун» Мирончук — ударні
- Олексій «Льоха» Казанцев — вокал, гітара
- Олександр «Каховка» Матвєєв — бас-гітара, вокал

### Дев'ятий склад— (2018— нинішній час)
- Олексій «Льоха» Казанцев — вокал, гітара
- Олександр «Каховка» Матвєєв — бас-гітара, вокал
- Артем Мисько — ударні
- Енджі Крейда — баян, клавішні

### Сесійні музиканти
Михайло Земельський — ударні
Олександра Мирончук — клавішні
Михайло Коваль — бас-гітара, гітара
Дмитро Хітрий — гітара
Влад Манкі — гітара
Роман Кучерявий — ударні
Схема

## Висвітлення українсько-російської війни 2022 року у творчості гурту
З початком відкритої прямої агресії гуртом було випущено декілька пісень на відповідну тематику, зокрема:
- «13(русский корабль)»[2]
- «Ювілейний концерт Кобзона»[3]
- «Хороші Руські»[4]
- «Бойові Бандеро Гусі»[5]
- «Немає путіна, немає сліз (переспів Боб Марлі)»[6]
- «Циган і Танк»[7]

## Фестивалі за участю гурту
- 1996 — «Червона Рута» (м. Рівне)
- 1997 — «Вечори над Латорицею» (м. Мукачево)
- 1998 — «Рок'н'Рівне» (м. Рівне)
- 1998 — «Psychobilly Rumble» (м. Москва)
- 1999 — «Последний Эшелон» (м. Могильов)
- 1999 — «Megabilly Party» (м. Москва)
- 2000 — «Rock Vizok» (м. Черкаси)
- 2001 — «Нівроку» (м. Луцьк)
- 2001 — «Обереги» (м. Луцьк)
- 2002 — «Тарас Бульба» (м. Дубно)
- 2009  — «Zaxidfest» (с. Родатичі)
- 2011 — «Фестиваль Рурисько» (м. Бережани)
- 2011 — «Бандерштат» (м. Луцьк)
- 2011  — «Zaxidfest» (с. Родатичі)
- 2015—2019 — «Zaxidfest» (с. Родатичі)

## Дискографія

### Демо-альбоми
- 2003 — «Демо (альбом)»

### Студійні альбоми
- 2004 — «Не дала»
- 2005 — «Рокенрол на черепах»
- 2006 — «Стандарт»
- 2007 — «Чисто екологічно»
- 2009 — «Як важко працювати у м'ясному відділі…»
- 2013 — «Франкенштейн»
- 2015 — «Бойовик»[8]
- 2015 — «Селфі»[9]

### Сольні проєкти
- 2005 — сольний альбом Олексія Казанцева «Сало»

### Збірки
- 2008 — «Збиране»

### Міні-альбоми
- 2011 — «Діско-панк»
- 2011 — «Дарвін»

### Концертні записи
- 2009 — «Live In Bingo»